# Walpole Highway
Walpole Highway is een civil parish in het bestuurlijke gebied King's Lynn en West Norfolk, in het Engelse graafschap Norfolk met 701 inwoners.

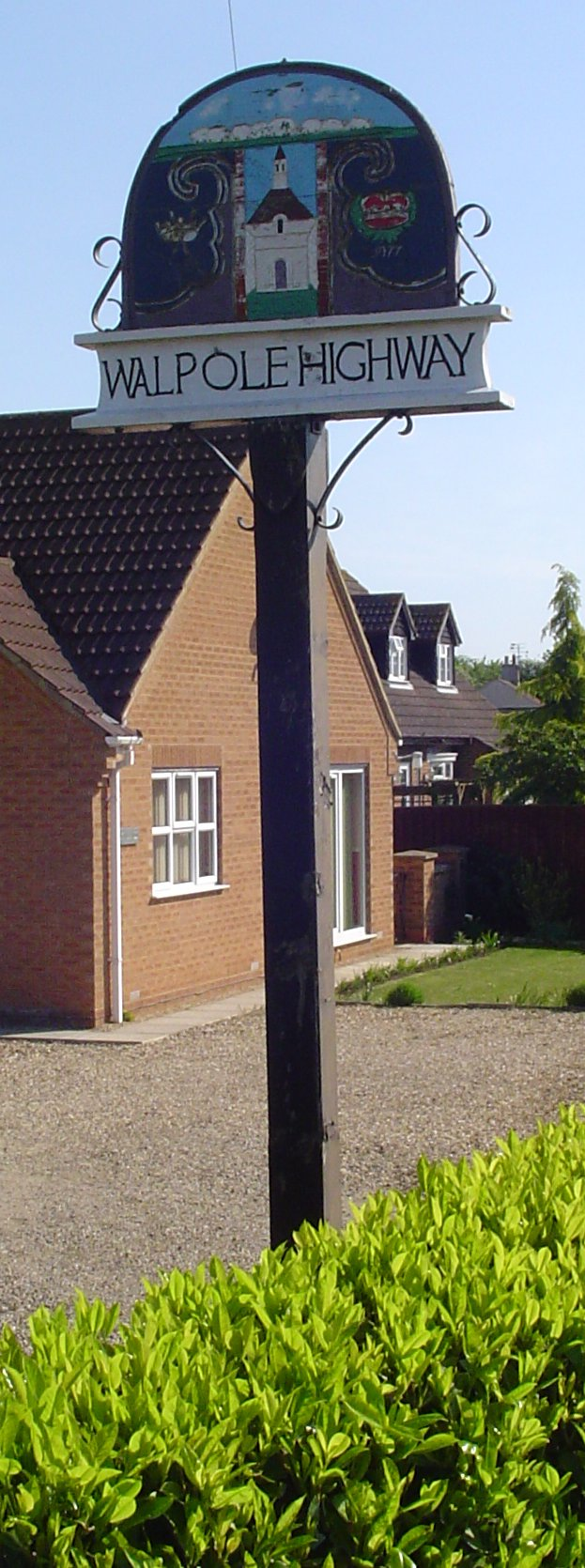